# Sokolo
Sokolo és una població i municipi (comuna rural) del cercle de Niona a la regió de Ségou. El municipi té una superfície aproximada de 2.219 km² i el formen una ciutat i 17 llogarets o viles rurals; la seva població al cens de 2009 era de 23.338 habitants.
La ciutat era parada de les caravanes que es dirigien al sud, cap a Djenné i, per tant, un punt clau del comerç transsaharià. Sokolo va pertànyer a al-Hadjdj Umar i a l'Imperi Tuculor, però durant el regnat d'Ahmadu va adquirir autonomia fins que finalment es va separar completament i es va posar sota domini del cap maure de Tenenkou, Abidina. Aquest fou derrotat per Tidjani i Tenekou va quedar reduïda a ruïnes i va haver de fugir cap al nord, abandonant Sokolo que va passar a mans d'un cap bambara de Minioukala, Diégué Couloubaly, els descendents del qual van seguir governant la població com a caps locals (a la mort de Diégué el va succeir el seu fill i mort aquest al cap de poc temps el va succeir Abderaman). Abderaman Couloubaly el 1887 va signar un tractat amb els capitans Tantin i Quiquandon. El 1891 va ser considerada dependència del nou regne de Sansanding, segregat del regne de Ségou. El 1892 Abderaman va participar en la revolta contra Mademba Sy de Sansanding però les seves forces foren dispersades pel comandant Bonnier al combat de Dosséguéla; un fill d'Abderaman i va resultar ferit greu. Bonnier va advertir a Abderaman que si no es sotmetia bombardejaria Sokolo, i Abderaman finalment es va rendir.
El maig de 1893 es va crear el cercle de Sokolo, que incloïa Ségala (o Sakala), Sokolo, Bassikounou (avui dia forma l'extrem sud-est de Mauritània) i Monimpé, i del qual es va concedir el govern al capità Cogniard el 5 de juny de 1893. El juny de 1893 va morir a la població el tinent coronel Déporter, encarregat pel govern d'aprendre l'àrab, que anava a la columna que es dirigia a conquerir Djenné. El cercle de Sokolo es va organitzar en cantons que corresponien a grans trets en els antics territoris independents: Nampala, Akhor, Ségala, Dia-Dioura, Monimpé (o Monempé), i Sokolo; els tres darreres eren administrats pel comandant del cercle i els altres tenien al seu front un cap de cantó. Les capitals del cantó eren els punts importants, fora de les quals només es pot esmentar a Boudjiguiré, lloc de recaptació al cantó d'Akhor.